# Giro dei Paesi Baschi 2025
Il Giro dei Paesi Baschi 2025, sessantaquattresima edizione della corsa e valida come prova dell'UCI World Tour 2025, si svolse in sei tappe dal 7 al 12 aprile 2025 su un percorso di 864,7 km, con partenza da Vitoria-Gasteiz e arrivo ad Eibar, in Spagna. La vittoria fu appannaggio del portoghese João Almeida, il quale completò il percorso in 20h04'49", alla media di 38,852 km/h, precedendo lo spagnolo Enric Mas ed il tedesco Maximilian Schachmann.

## Tappe
| Tappa  | Data      | Percorso                                       | km    | Vincitore di tappa    | Leader cl. generale   |
| ------ | --------- | ---------------------------------------------- | ----- | --------------------- | --------------------- |
| 1ª     | 7 aprile  | Vitoria-Gasteiz > Vitoria-Gasteiz (cron. ind.) | 16,5  | Maximilian Schachmann | Maximilian Schachmann |
| 2ª     | 8 aprile  | Pamplona > Lodosa                              | 196,3 | Caleb Ewan            | Maximilian Schachmann |
| 3ª     | 9 aprile  | Zarautz > Beasain                              | 156,6 | Alex Aranburu         | Maximilian Schachmann |
| 4ª     | 10 aprile | Beasain > Markina-Xemein                       | 169,6 | João Almeida          | João Almeida          |
| 5ª     | 11 aprile | Orduña > Guernica                              | 172,3 | Ben Healy             | João Almeida          |
| 6ª     | 12 aprile | Eibar > Eibar                                  | 153,4 | João Almeida          | João Almeida          |
| Totale | Totale    | Totale                                         | 864,7 |                       |                       |

## Squadre e corridori partecipanti
| N.      | Cod. | Squadra                    |
| ------- | ---- | -------------------------- |
| 1-7     | UAD  | UAE Team Emirates XRG      |
| 11-17   | IGD  | Ineos Grenadiers           |
| 21-27   | LTK  | Lidl-Trek                  |
| 31-37   | TBV  | Bahrain Victorious         |
| 41-47   | ARK  | Arkéa-B&B Hotels           |
| 51-57   | COF  | Cofidis                    |
| 61-67   | DAT  | Decathlon AG2R La Mondiale |
| 71-77   | RBH  | Red Bull-Bora-Hansgrohe    |
| 81-87   | MOV  | Movistar Team              |
| 91-97   | EFE  | EF Education-EasyPost      |
| 101-107 | TEN  | TotalEnergies              |
| 111-117 | TPP  | Team Picnic PostNL         |

| N.      | Cod. | Squadra                 |
| ------- | ---- | ----------------------- |
| 121-127 | GFC  | Groupama-FDJ            |
| 131-137 | EUS  | Euskaltel-Euskadi       |
| 141-147 | SOQ  | Soudal Quick-Step       |
| 151-157 | ADC  | Alpecin-Deceuninck      |
| 161-167 | EKP  | Equipo Kern Pharma      |
| 171-177 | JAY  | Team Jayco AlUla        |
| 181-187 | BBH  | Burgos-Burpellet-BH     |
| 191-197 | IWA  | Intermarché-Wanty       |
| 201-207 | TVL  | Team Visma-Lease a Bike |
| 211-217 | CJR  | Caja Rural-Seguros RGA  |
| 221-227 | XAT  | XDS Astana Team         |
| 231-237 | TUD  | Tudor Pro Cycling Team  |

## Dettagli delle tappe

### 1ª tappa
- 7 aprile: Vitoria-Gasteiz > Vitoria-Gasteiz – Cronometro individuale – 16,5 km

Risultati
| Pos. | Corridore        | Squadra | Tempo  |
| ---- | ---------------- | ------- | ------ |
| 1    | M. Schachmann    | Soudal  | 18'37" |
| 2    | João Almeida     | UAE     | s.t.   |
| 3    | Florian Lipowitz | Bora    | a 1"   |

| Pos. | Corridore        | Squadra | Tempo  |
| ---- | ---------------- | ------- | ------ |
| 1    | M. Schachmann    | Soudal  | 18'37" |
| 2    | João Almeida     | UAE     | s.t.   |
| 3    | Florian Lipowitz | Bora    | a 1"   |

### 2ª tappa
- 8 aprile: Pamplona > Lodosa – 196,3 km

Risultati
| Pos. | Corridore        | Squadra     | Tempo    |
| ---- | ---------------- | ----------- | -------- |
| 1    | Caleb Ewan       | Ineos       | 4h13'50" |
| 2    | Luca Van Boven   | Intermarché | s.t.     |
| 3    | Bastien Tronchon | Decathlon   | s.t.     |

| Pos. | Corridore        | Squadra | Tempo    |
| ---- | ---------------- | ------- | -------- |
| 1    | M. Schachmann    | Soudal  | 4h32'27" |
| 2    | João Almeida     | UAE     | s.t.     |
| 3    | Florian Lipowitz | Bora    | a 1"     |

### 3ª tappa
- 9 aprile: Zarautz > Beasain – 156,6 km

Risultati
| Pos. | Corridore       | Squadra  | Tempo    |
| ---- | --------------- | -------- | -------- |
| 1    | Alex Aranburu   | Cofidis  | 3h45'21" |
| 2    | Romain Grégoire | Groupama | a 3"     |
| 3    | M. Schachmann   | Soudal   | s.t.     |

| Pos. | Corridore        | Squadra | Tempo    |
| ---- | ---------------- | ------- | -------- |
| 1    | M. Schachmann    | Soudal  | 8h17'47" |
| 2    | Florian Lipowitz | Bora    | a 4"     |
| 3    | João Almeida     | UAE     | s.t.     |

### 4ª tappa
- 10 aprile: Beasain > Markina-Xemein – 169,6 km

Risultati
| Pos. | Corridore      | Squadra | Tempo    |
| ---- | -------------- | ------- | -------- |
| 1    | João Almeida   | UAE     | 3h52'39" |
| 2    | Isaac Del Toro | UAE     | a 28"    |
| 3    | M. Schachmann  | Soudal  | s.t.     |

| Pos. | Corridore        | Squadra  | Tempo     |
| ---- | ---------------- | -------- | --------- |
| 1    | João Almeida     | UAE      | 12h10'20" |
| 2    | M. Schachmann    | Soudal   | a 30"     |
| 3    | Florian Lipowitz | Red Bull | a 38"     |

### 5ª tappa
- 11 aprile: Orduña > Guernica – 172,3 km

Risultati
| Pos. | Corridore      | Squadra | Tempo    |
| ---- | -------------- | ------- | -------- |
| 1    | Ben Healy      | EF      | 3h55'57" |
| 2    | Axel Laurance  | Ineos   | a 1'47"  |
| 3    | Simone Velasco | XDS     | a 1'48"  |

| Pos. | Corridore        | Squadra  | Tempo     |
| ---- | ---------------- | -------- | --------- |
| 1    | João Almeida     | UAE      | 16h08'05" |
| 2    | M. Schachmann    | Soudal   | a 30"     |
| 3    | Florian Lipowitz | Red Bull | a 38"     |

### 6ª tappa
- 12 aprile: Eibar > Eibar – 153,4 km

Risultati
| Pos. | Corridore    | Squadra  | Tempo    |
| ---- | ------------ | -------- | -------- |
| 1    | João Almeida | UAE      | 3h56'54" |
| 2    | Enric Mas    | Movistar | s.t.     |
| 3    | Ben Healy    | EF       | a 13"    |

| Pos. | Corridore     | Squadra  | Tempo     |
| ---- | ------------- | -------- | --------- |
| 1    | João Almeida  | UAE      | 20h04'49" |
| 2    | Enric Mas     | Movistar | a 1'52"   |
| 3    | M. Schachmann | Soudal   | a 1'59"   |

## Evoluzione delle classifiche
| Tappa              | Vincitore             | Classifica generale Maglia gialla | Classifica a punti Maglia verde | Classifica scalatori Maglia a pois | Classifica giovani Maglia blu | Classifica baschi | Classifica a squadre Numero blu | Premio combattività Numero verde |
| ------------------ | --------------------- | --------------------------------- | ------------------------------- | ---------------------------------- | ----------------------------- | ----------------- | ------------------------------- | -------------------------------- |
| 1ª                 | Maximilian Schachmann | Maximilian Schachmann             | Maximilian Schachmann           | Maximilian Schachmann              | Michael Leonard               | Pello Bilbao      | Soudal Quick-Step               | Florian Lipowitz                 |
| 2ª                 | Caleb Ewan            | Maximilian Schachmann             | Maximilian Schachmann           | Diego Uriarte                      | Michael Leonard               | Pello Bilbao      | Soudal Quick-Step               | Tobias Bayer                     |
| 3ª                 | Alex Aranburu         | Maximilian Schachmann             | Maximilian Schachmann           | Bruno Armirail                     | Romain Grégoire               | Alex Aranburu     | Soudal Quick-Step               | Clément Berthet                  |
| 4ª                 | João Almeida          | João Almeida                      | João Almeida                    | Marc Soler                         | Brieuc Rolland                | Alex Aranburu     | XDS Astana Team                 | Marc Soler                       |
| 5ª                 | Ben Healy             | João Almeida                      | João Almeida                    | Bruno Armirail                     | Brieuc Rolland                | Alex Aranburu     | XDS Astana Team                 | Ben Healy                        |
| 6ª                 | João Almeida          | João Almeida                      | João Almeida                    | Bruno Armirail                     | Isaac Del Toro                | Alex Aranburu     | Soudal Quick-Step               | Bruno Armirail                   |
| Classifiche finali | Classifiche finali    | João Almeida                      | João Almeida                    | Bruno Armirail                     | Isaac Del Toro                | Alex Aranburu     | Soudal Quick-Step               | non assegnato                    |

Maglie indossate da altri ciclisti in caso di due o più maglie vinte
- Nella 2ª tappa Diego Uriarte ha indossato la maglia a pois al posto di Maximilian Schachmann.
- Nella 2ª e 4ª tappa João Almeida ha indossato la maglia verde al posto di Maximilian Schachmann
- Nella 3ª tappa Tobias Bayer ha indossato la maglia verde al posto di Maximilian Schachmann.[2]
- Nella 5ª e 6ª tappa Maximilian Schachmann ha indossato la maglia verde al posto di João Almeida

## Classifiche finali

### Classifica generale - Maglia gialla
| Pos. | Corridore         | Squadra  | Tempo     |
| ---- | ----------------- | -------- | --------- |
| 1    | João Almeida      | UAE      | 20h04'49" |
| 2    | Enric Mas         | Movistar | a 1'52"   |
| 3    | M. Schachmann     | Soudal   | a 1'59"   |
| 4    | Florian Lipowitz  | Red Bull | a 2'07"   |
| 5    | Mattias Skjelmose | Lidl     | a 2'17"   |
| 6    | Ilan Van Wilder   | Soudal   | a 2'18"   |
| 7    | Alex Aranburu     | Cofidis  | a 2'45"   |
| 8    | Guillaume Martin  | Groupama | a 3'42"   |
| 9    | Simone Velasco    | XDS      | a 3'43"   |
| 10   | Oscar Onley       | Picnic   | a 3'50"   |

### Classifica a punti - Maglia verde
| Pos. | Corridore      | Squadra | Punti |
| ---- | -------------- | ------- | ----- |
| 1    | João Almeida   | UAE     | 84    |
| 2    | Alex Aranburu  | Cofidis | 67    |
| 3    | Ben Healy      | EF      | 66    |
| 4    | M. Schachmann  | Soudal  | 61    |
| 5    | Isaac Del Toro | UAE     | 45    |

### Classifica scalatori - Maglia a pois
| Pos. | Corridore      | Squadra   | Punti |
| ---- | -------------- | --------- | ----- |
| 1    | Bruno Armirail | Decathlon | 57    |
| 2    | Ben Healy      | EF        | 25    |
| 3    | Marc Soler     | UAE       | 23    |
| 4    | Enric Mas      | Movistar  | 20    |
| 5    | João Almeida   | UAE       | 18    |

### Classifica giovani - Maglia blu
| Pos. | Corridore        | Squadra   | Tempo     |
| ---- | ---------------- | --------- | --------- |
| 1    | Isaac Del Toro   | UAE       | 20h09'44" |
| 2    | Brieuc Rolland   | Groupama  | a 3'48"   |
| 3    | Romain Grégoire  | Groupama  | a 4'37"   |
| 4    | Léo Bisiaux      | Decathlon | a 4'38"   |
| 5    | Hugo de la Calle | Burgos    | a 19'25"  |